# Liste der Naturdenkmale in Riedlingen
| Naturdenkmale | Anzahl |
| ------------- | ------ |
| FND           | 2      |
| END           | 17     |
| Gesamt        | 19     |

Die Liste der Naturdenkmale in Riedlingen nennt die verordneten Naturdenkmale (ND) der im baden-württembergischen Landkreis Biberach liegenden Stadt Riedlingen. In Riedlingen gibt es insgesamt 19 als Naturdenkmal geschützte Objekte, davon 2 flächenhafte Naturdenkmale (FND) und 17 Einzelgebilde-Naturdenkmale (END).
Stand: 1. November 2016.

## Flächenhafte Naturdenkmale (FND)
| Name                      | Bild | Kennung     | Einzelheiten | Position | Fläche Hektar | Datum        |
| ------------------------- | ---- | ----------- | ------------ | -------- | ------------- | ------------ |
| Baumgruppe im Schloßpark  |      | 84260970018 | Riedlingen   | ⊙        | 1,1           |              |
| Hangquellmoor am Emerberg | BW   | 84260970019 | Riedlingen   | ⊙        | 1,9           | 1. Feb. 1994 |
| Legende für Naturdenkmal  |      |             |              |          |               |              |

## Einzelgebilde (END)
| Name                                                            | Bild | Kennung     | Einzelheiten | Position | Fläche Hektar | Datum         |
| --------------------------------------------------------------- | ---- | ----------- | ------------ | -------- | ------------- | ------------- |
| Linde am Aussichtspunkt, Gem. Riedlingen                        | BW   | 84260970008 | Riedlingen   | ⊙        | 0,0           |               |
| Linde am Friedhofsausgang in Grüningen                          | BW   | 84260970003 | Riedlingen   | ⊙        | 0,0           | 30. Okt. 1952 |
| Baumgruppe im Schloßpark von Neufra                             | BW   | 84260970005 | Riedlingen   | ⊙        | 0,0           |               |
| Eiche, Heudorfer Weg, Gem.Riedl.                                | BW   | 84260970016 | Riedlingen   | ⊙        | 0,0           | 30. Okt. 1952 |
| Friedenslinde am Ziegelberg, Gem. Pflummern                     | BW   | 84260970006 | Riedlingen   | ⊙        | 0,0           |               |
| Friedenslinde vor der alten Turnhalle                           | BW   | 84260970013 | Riedlingen   | ⊙        | 0,0           | 30. Okt. 1952 |
| Linde an der Hauptstraße, südl. vom Bahnhof in Neufra           | BW   | 84260970010 | Riedlingen   | ⊙        | 0,0           | 30. Okt. 1952 |
| Linde an der Riedlinger Str. in Neufra                          | BW   | 84260970009 | Riedlingen   | ⊙        | 0,0           | 30. Okt. 1952 |
| Linde bei der Graben-Kapelle                                    | BW   | 84260970014 | Riedlingen   | ⊙        | 0,0           | 30. Okt. 1952 |
| Linde bei der Mangbrücke,                                       | BW   | 84260970012 | Riedlingen   | ⊙        | 0,0           | 30. Okt. 1952 |
| Linde u. Kastanie an der Zwiefalter Str./Veithstr               | BW   | 84260970017 | Riedlingen   | ⊙        | 0,0           |               |
| Spitzahorn an der Stadtmauer                                    | BW   | 84260970011 | Riedlingen   | ⊙        | 0,0           | 1. Juni 1971  |
| 1 Eiche südlich von Gottesacker (Lauenwiesenäcker) in Grüningen | BW   | 84260970004 | Riedlingen   | ⊙        | 0,0           | 30. Okt. 1952 |
| 1 Linde am Goldbronnenweg zw. Grüningen-Riedlingen              | BW   | 84260970001 | Riedlingen   | ⊙        | 0,0           | 1. Juni 1971  |
| 2 Bergahorne am Friedhof Nordausgang                            | BW   | 84260970015 | Riedlingen   | ⊙        | 0,0           | 30. Okt. 1952 |
| 3 Linden bei der Schutzengelkapelle in Grüningen                | BW   | 84260970002 | Riedlingen   | ⊙        | 0,0           | 30. Okt. 1952 |
| 4 Linden mit Gebüsch                                            |      | 84260970007 | Riedlingen   | ???      | 0,0           |               |
| Legende für Naturdenkmal                                        |      |             |              |          |               |               |